# Daniel Martin
Daniel Martin (Birmingham, 20 de agosto de 1986) es un ciclista irlandés que fue profesional entre 2008 y 2021.

## Biografía
Nació en Birmingham, Reino Unido, el 20 de agosto de 1986, hijo del exciclista británico Neil Martin y María Roche, hermana del también exciclista irlandés Stephen Roche. Por lo tanto el ciclista Nicolas Roche es su primo. Aunque representó al Reino Unido en dos mundiales Junior, siempre se sintió más irlandés que inglés y en 2006 cambió su nacionalidad.
Debutó como profesional el año 2008 el equipo estadounidense Garmin-Chipotle, desde el año 2018 milita en el equipo UAE Team Emirates.
Sus principales logros como profesional ha sido conseguir dos monumentos ciclistas, la Lieja-Bastoña-Lieja y el Giro de Lombardía conseguidos en 2013 y 2014 respectivamente; además cuenta con 2 victorias de etapa en el Tour de Francia del 2013 y 2018, respectivamente, así como dos en la Vuelta a España, una en la del 2011, en la 9.ª etapa, la cual terminaba en la estación de esquí de La Covatilla y otra en la 3.ª etapa de la de 2020, que terminaba en la Laguna Negra de Urbión. Además, en esa misma edición de la Vuelta a España, fue donde consiguió su mejor resultado en la clasificación general de una Gran Vuelta, cuarto, a un minuto y medio del podio. Otros triunfos destacados es la victoria en el Tour de Polonia 2010 y la Volta a Cataluña 2013, además en La Volta a Cataluña ha sido precisamente la carrera en la que tiene el mejor palmarés, ya que además de ganarla en 2013, fue segundo en dos oportunidades, en 2009 y 2011 y cuarto en 2012.
En septiembre de 2021 anunció su retirada al finalizar la temporada.

## Palmarés
| 2006 (como amateur) - 1 etapa del Giro del Valle de Aosta 2007 (como amateur) - 1 etapa del Giro del Valle de Aosta - Tour de Saboya, más 1 etapa 2008 - Ruta del Sur - Campeonato de Irlanda en Ruta 2010 - 3.º en el Campeonato de Irlanda en Ruta - Tour de Polonia, más 1 etapa - Tres Valles Varesinos - Japan Cup 2011 - Giro de Toscana - 2.º en el Campeonato de Irlanda en Ruta - 1 etapa del Tour de Polonia - 1 etapa de la Vuelta a España 2013 - Volta a Cataluña, más 1 etapa - Lieja-Bastoña-Lieja - 1 etapa del Tour de Francia | 2014 - Giro de Lombardía - 1 etapa del Tour de Pekín 2016 - 1 etapa de la Vuelta a la Comunidad Valenciana - 1 etapa de la Volta a Cataluña 2017 - 1 etapa de la Vuelta al Algarve 2018 - 1 etapa del Critérium del Dauphiné - 1 etapa del Tour de Francia, más premio de la combatividad 2020 - 1 etapa de la Vuelta a España 2021 - 1 etapa del Giro de Italia |

## Resultados

### Grandes Vueltas
| Carrera | Carrera         | 2008 | 2009 | 2010 | 2011 | 2012 | 2013 | 2014 | 2015 | 2016 | 2017 | 2018 | 2019 | 2020 | 2021 |
| ------- | --------------- | ---- | ---- | ---- | ---- | ---- | ---- | ---- | ---- | ---- | ---- | ---- | ---- | ---- | ---- |
|         | Giro de Italia  | —    | —    | 57.º | —    | —    | —    | Ab.  | —    | —    | —    | —    | —    | —    | 10.º |
|         | Tour de Francia | —    | —    | —    | —    | 35.º | 33.º | —    | 39.º | 9.º  | 6.º  | 8.º  | 18.º | 41.º | 40.º |
|         | Vuelta a España | —    | 53.º | —    | 13.º | —    | Ab.  | 7.º  | Ab.  | —    | —    | Ab.  | —    | 4.º  | —    |

### Vueltas menores
| Carrera | Carrera                | 2008 | 2009 | 2010 | 2011 | 2012  | 2013 | 2014 | 2015  | 2016 | 2017 | 2018 | 2019 | 2020 | 2021 |
| ------- | ---------------------- | ---- | ---- | ---- | ---- | ----- | ---- | ---- | ----- | ---- | ---- | ---- | ---- | ---- | ---- |
|         | París-Niza             | —    | Ab.  | 69.º | —    | —     | —    | —    | —     | —    | 3.º  | Ab.  | —    | —    | —    |
|         | Tirreno-Adriático      | —    | —    | —    | —    | —     | 20.º | 55.º | 25.º  | —    | —    | —    | —    | —    | —    |
|         | Volta a Cataluña       | 24.º | 2.º  | —    | 2.º  | 4.º   | 1.º  | 16.º | 10.º  | 3.º  | 6.º  | 38.º | 23.º | X    | 25.º |
|         | Vuelta al País Vasco   | —    | —    | 14.º | Ab.  | Ab.   | —    | —    | —     | Ab.  | —    | —    | 2.º  | X    | —    |
|         | Tour de Romandía       | —    | 58.º | —    | —    | 14.º  | —    | —    | 104.º | —    | —    | 10.º | —    | X    | —    |
|         | Critérium del Dauphiné | —    | 32.º | —    | 33.º | 106.º | —    | —    | 7.º   | 3.º  | 3.º  | 4.º  | 8.º  | Ab.  | —    |
|         | Vuelta a Suiza         | —    | —    | —    | —    | —     | 8.º  | —    | —     | —    | —    | —    | —    | X    | —    |
|         | Tour de Polonia        | —    | Ab.  | 1.º  | 2.º  | —     | —    | —    | —     | —    | —    | —    | —    | —    | —    |
|         | Tour de Pekín          | X    | X    | X    | —    | 4.º   | 2.º  | 2.º  | X     | X    | X    | X    | X    | X    | X    |

### Clásicas y Campeonatos
| Carrera                 | Carrera                 | 2008  | 2009          | 2010          | 2011          | 2012 | 2013          | 2014          | 2015          | 2016 | 2017          | 2018          | 2019          | 2020          | 2021 |
| ----------------------- | ----------------------- | ----- | ------------- | ------------- | ------------- | ---- | ------------- | ------------- | ------------- | ---- | ------------- | ------------- | ------------- | ------------- | ---- |
| Amstel Gold Race        | Amstel Gold Race        | —     | Ab.           | —             | —             | 75.º | Ab.           | Ab.           | 15.º          | —    | Ab.           | Ab.           | —             | —             | —    |
| Flecha Valona           | Flecha Valona           | —     | 56.º          | 17.º          | Ab.           | 6.º  | 4.º           | 2.º           | Ab.           | 3.º  | 2.º           | 61.º          | Ab.           | 5.º           | —    |
|                         | Lieja-Bastoña-Lieja     | 117.º | 98.º          | 56.º          | Ab.           | 5.º  | 1.º           | 39.           | Ab.           | 47.º | 2.º           | 18.º          | Ab.           | 11.º          | —    |
| Clásica San Sebastián   | Clásica San Sebastián   | —     | —             | —             | —             | 18.º | —             | 25.º          | 7.º           | 12.º | —             | 12.º          | 32.º          | —             | —    |
| Bretagne Classic        | Bretagne Classic        | —     | 5.º           | —             | —             | 81.º | —             | —             | —             | —    | —             | —             | 14.º          | —             | 40.º |
| Gran Premio de Quebec   | Gran Premio de Quebec   | X     | X             | —             | —             | 82.º | —             | —             | —             | —    | —             | —             | 95.º          | X             | X    |
| Gran Premio de Montreal | Gran Premio de Montreal | X     | X             | —             | —             | 62.º | —             | —             | —             | —    | —             | —             | 59.º          | X             | X    |
|                         | Giro de Lombardía       | 8.º   | 20.º          | Ab.           | 2.º           | 16.º | 4.º           | 1.º           | 52.º          | 48.º | 36.º          | 9.º           | 18.º          | —             | 38.º |
| JJ. OO. (Ruta)          | JJ. OO. (Ruta)          | —     | No se disputó | No se disputó | No se disputó | 90.º | No se disputó | No se disputó | No se disputó | 13.º | No se disputó | No se disputó | No se disputó | No se disputó | 16.º |
| Mundial en Ruta         | Mundial en Ruta         | —     | 68.º          | —             | 90.º          | 33.º | Ab.           | 84.º          | —             | —    | 26.º          | Ab.           | Ab.           | —             | —    |
| Europeo en Ruta         | Europeo en Ruta         | X     | X             | X             | X             | X    | X             | X             | X             | 13.º | —             | —             | —             | —             | —    |
| Irlanda en Ruta         | Irlanda en Ruta         | 1.º   | —             | 3.º           | 2.º           | —    | —             | 8.º           | —             | —    | —             | —             | —             | —             | —    |

—: No participa

Ab.: Abandona

X: No se disputó

## Equipos
- Garmin/Cannondale (2008-2015)
  - Garmin-Chipotle presented by H3O (2008)
  - Garmin-Slipstream (2009)
  - Garmin-Transitions (2010)
  - Team Garmin-Cervélo (2011)
  - Garmin-Barracuda (2012) (hasta antes del Tour de Francia)
  - Garmin-Sharp (2012)
  - Garmin Sharp (2013-2014)
  - Team Cannondale-Garmin (2015)
- Quick-Step Floors (2016-2017)
  - Etixx-Quick Step (2016)
  - Quick-Step Floors (2017)
- UAE Team Emirates (2018-2019)
- Israel Start-Up Nation[6] (2020-2021)